# Glaoua
Os Glaoua (pronúncia: glaua; em berbere: Iglaoua; em chleuh: Aglawou) são uma confederação de tribos berberes da confederação Masmuda, originária da região a norte de Tizi-n-Glaoui, do Alto Atlas, entre Marraquexe e Oued Idermi, Marrocos. A capital histórica da confederação é a aldeia de Télouet.
Além dos Glaoua originais, juntaram-se à confederação as seguintes tribos ou clãs:
- Oulad Ben Othman — supostamente descendentes de Cheikh Mouhamed ben Othman, originário de Touat, no Saara argelino, e fundador do ksar de Igli cerca de 1730. Segundo C. Ramès, ben Othman era descendente de Sidi Othman de Béni-Abbés.

- Oulad El Aiachi — descendentes duma família trazida por Cheikh Mouhamed ben Othman de Touat.

- Oulad Brahim — descendentes dum rapaz abandonado que foi recolhido pelos Oulad El Aiachi.

- Oulad Bou Zian — descendentes, segundo a tradição dos Glaoua, dum judeu covertido ao Islão.

- Oulad Said — de origem desconhecida.

- Oulad Amer — de origem desconhecida.

## História
A tribo teve grande protagonismo na política de Marrocos com a família Mezouari Glaoui a partir de 1858, com Mohamed Amezouar, filho dum xeque de Télouet. Madani Glaoui, filho de Amezouar, demonstrou grande habilidade política. Em 1893, o sultão Hassan I de Marrocos entrega a Madani o governo de grande parte dos territórios (caïdats) a sul de Marraquexe, entre o Tafilalt e o Suz, e agradecimento por ter sido resgatado e acolhido em Telouet quando foi apanhado por uma tempestade de neve durante uma expedição de recolha de impostos.
A partir de 1912 Thami El Glaoui sucede ao seu irmão Madani e alia-se às forças coloniais francesas e foi nomeado paxá (governador) de Marraquexe pelo marechal Hubert Lyautey, o primeiro "residente geral" (governador) do Protetorado Francês de Marrocos.